# Wichita Indijanci
Wichita (Kitikiti'sh, Pani Piqué, Panis Piques, Tattooed Pawnee, Black Pawnee; Tetovirani Poni, Crni Poni).- Konfederacija plemena ili banda američkih Indijanaca porodice Caddoan s rijeke Canadian u Oklahomi, i u kasnijem vremenu u području Red Rivera u Teksasu. Od 1867. smejšteni su na rezervat u okrug Caddo, Oklahoma.

## Ime
Ime Wichita dolazi od wits, " 'čovjek'; 'man'.' '" Sami sebe oni nazivaju Kitikiti'sh ili raccoon-eyed people zbog zbog tetoviranja oko očiju. Tetovaža, je jedan od njihovih glavnih obilježja pa su prozivani i 'tetoviranim narodom', koji u jeziku Kiowa Indijanaca glasi Do'gu'a, a kod Komanča Do'kana Ove rane nazive Francuza i drugih Indijanaca Amerikanci kasnije prevode kao Prickled Panis, pa i zbog izgleda kojem je doprinio taj običaj Speckled Pawnee ili Freckled Panis. I rani Francuzi služe se nazivom koji govori o ovom običaju tetoviranja i povezuje ih s Pawnee Indijancima, to je Panis Piqués ili Pani Piqué (oblik jednine). Česti nazivi Panis u raznim oblicima njihovog imena (oblik imena Pawnee) javlja se zbog njihove srodnosti sa Pawnee Indijancima, a preko njih ta srodnost ih povezuje i s Arikarama, plemenom, koje se po svoj prilici odvojili od Indijanaca Skidi. Wichite, su zbog svoje srodnosti s Ponijima u ranim vremenima nazivani i Black Pawnee ili Panis noirs. 
Jedan od prvih naziva koji se tiću Wichita je naziv Quivira, kojeg nalazimo u Coronadovim kronikama, a označavao je zemlju u kojoj su živjeli Indijanci što stanovahu u slamnatim kolibama. -Da je Quivira bila zemlja Wichita može pravdati i jedan od naziva Komanča koji su ih slikovito nazivali i Sónik'ni, odnosno "grass lodges." Jedan drugi naziv za Wichite kod Komanča bio je Pitchinávo, ili  "painted breasts", koji nam još više potvrđuje koliko je običaj tetoviranja bio važan kod ovog naroda. Ostali nazivi manje su poznati, a neki su i nepoznatog značenja, to su: Hinásso kod Arapaho Indijanaca; Höxsúwitan (Cheyenne); Mítsitá (Kansa); Quirasquiris, rani francuski oblik wichita naziva Kitikiti'sh; Pányi Wacéwe (Chiwere). Oblici Kirikiris, Kirikurus ili Kitikitish, javljaju se i kao ime jedne njihove bande. Španjolski oblik Guichita, varijanta je od Wichita.

## Plemena i lokalne skupine
Antropolog Frederick Webb Hodge 1846. – 1965. kaže da su Wichite bili konfederacija koju su činila plemena Wichita proper (?), Tawehash (Tayovayas), Tawakoni (Tawakarchu), Waco, Yscani, Akwesh, Asidahetsh, Kishkat i Korishkitsu. Prema Swantonu plemena Tawakoni, Waco, Tawehash i Yscani su nezavisna plemena, dok su Akwits ili Akwesh, Kirikiris, Isis, Tokane i Itaz bande koje su se povremeno javljale u povijesti Wichita. Mooney (1928) ime Kirishkitsu smatra mogućim nazivom Wichita Indijanaca za pleme Kichai, dok Asidahetsh i Kishkat ostaju neidentificirani. Nazivi Tokane i Isis Indijanaca (Swanton) dovode se u vezu s plemenom Yscani, ali Lesser i Weltfish (1932.) Waco Indijance identificira kao stare grupe Isis i Tokane, a moguće su to i obje. 

## Povijest
Wichite u svojoj najranijoj poznatoj povijesti žive u središnjem Kansasu i šire se do u Oklahomu i Teksas. Oni su ljudi koje Francisco Coronado 1541. posjećuje u provinciji Quivira. Juan de Padilla i tri ostala franjevca što su ga pratili, krenut će u istraživanje današnjeg Jugozapada, i naći će se u logoru Wichita, ali će tri godine kasnije (možda 1544.) biti ubijen. Kasnije će (1662.) Peruanac iz Lime Diego Dionisio de Peñalosa Briceño y Berdugo, inače i guverner Novog Meksika od 1661. do 1664., organizirati ekspediciju na Quiviru. U ovu pustolovinu polazi u pratnji 80 Španjolaca, 36 zaprežnih kola raznih veličina, 800 konja i 300 mula, te dobro opremljen streljivom. Don Diego Dionisio de Penalosa na rijeci "Mischipi," (Mississippi) sklopit će mir s plemenom Escanxaques, neidentificiranim plemenom koji se dovode u vezu s Yscanima ili Kansama. U bici tada navodno pogiba 3,000 Indijanaca iz provincije Quivira. No na jug Wichite su potisnuti ipak tek oko 1765. od nekih drugih plemena, pa će se naseliti u području Red Rivera, nakon čega će uslijediti nekoliko epidemija boginja (1801, 1839), a posljednja će biti 1902. Godine 1836. Wichite sudjeluju zajedno s Komančima, Caddoima i Kiowama u napadu na Fort Parker, prilikom čega će Indijanci oteti nekoliko ljudi među kojima i devetogodišnju Cynthiju Ann Parker (ca. 1825-ca. 1871), majku legendarnog poglavice Quanah Parkera. U kasnijem vremenu, u drugoj polovici 19. stoljeća prisiljeni su na česte seobe, pa za vrijeme Građanskog rata bježe u Kansas, i na kraju u Oklahomu, nakon što su 1872. sve svoje zemlje prepustili SAD-u. Godine 1990. njihov broj iznosi 1,200 (na cijelom području SAD-a), a većina ih živi s potomcima Waco i Tawakoni Indijanaca u Oklahomi. Prema NAHDB-u 2000. ih ima 2000. 
Doris Jean Lamar-McLemore, posljednja govornica jezika wichita, preminula je 30. kolovoza 2016. godine.

## Etnografija
Svakodnevni život
Wichite su polusjedilački narod koji žive od lova i uzgoja tipičnih indijanskih kultura: kukuruz, grah, duhan i drugo. Njihove kuće rađene su od slame, oblika stoga sijena no u vrijeme lova na bizone stanovali su u kožnim tepee-šatorima. Odjeća je bila od štavljene kože, 'leggingsi' (nogavice) i pregače, te mokasina koje su nosili i muškarci i žene. Žene Wichita od pasa na gore nisu nosile nikakve odjeće. Muškarci su se tetovirali i nosili uvojke skalpova. 
Sustem srodstva
Djeca kod Wichita do oko 10.-te godine žive uz majku, dok dječaci nakon toga poduku dobivaju od očeva i stričeva, uz napomenu da je njihov sustem srodstva pod-tipa 'matri-hawaiian', što znači da svu braću i sestre dječakovog oca, on naziva  'majkama'  i  'očevima' , sve majčine sestre zove  'majkama' , ali istovremeno njezinu braću ne naziva očevima. Svu djecu očeve braće naziva  'braćom'  i  'sestrama' .  .

## Vanjske poveznice
- Wichita Indian Tribe History
- Rebecca Brush, The Wichita Indians